# Lexus HS
La Lexus HS est une automobile hybride de luxe du constructeur automobile japonais Lexus, une marque du groupe Toyota. Elle est présentée lors du salon international de l'automobile d'Amérique du Nord 2009 (North American International Auto Show). Elle est commercialisée depuis de l'automne 2009 en Amérique du Nord et au Japon, où sa jumelle la Toyota Sai est aussi vendue. Les ventes de la HS ont cessé en Amérique du Nord à la fin 2012 et cinq ans plus tard au Japon.

## Spécifications techniques
La Lexus HS 250h est le premier véhicule hybride de la gamme Lexus, ainsi que la première offre avec un moteur à essence quatre cylindres. Avec une longueur totale de 4 690 mm, la Lexus HS est légèrement plus grande que la Lexus IS, mais reste plus petite que la taille moyenne de la Lexus ES. Le système hybride est basé sur le système Hybrid Synergy Drive.
- Moteur : 2,4 litres 2AZ FXE-I4
- Transmission : à variation continue
- Empattement : 2 700 mm
- Longueur : 4 690 mm
- Largeur : 1 790 mm
- Hauteur : 1 510 mm